# Tachina invelata
Tachina invelata är en tvåvingeart som först beskrevs av Henry J. Reinhard 1953.  Tachina invelata ingår i släktet Tachina och familjen parasitflugor.
Artens utbredningsområde är Oregon. Inga underarter finns listade i Catalogue of Life.